# Ingrīda Circene

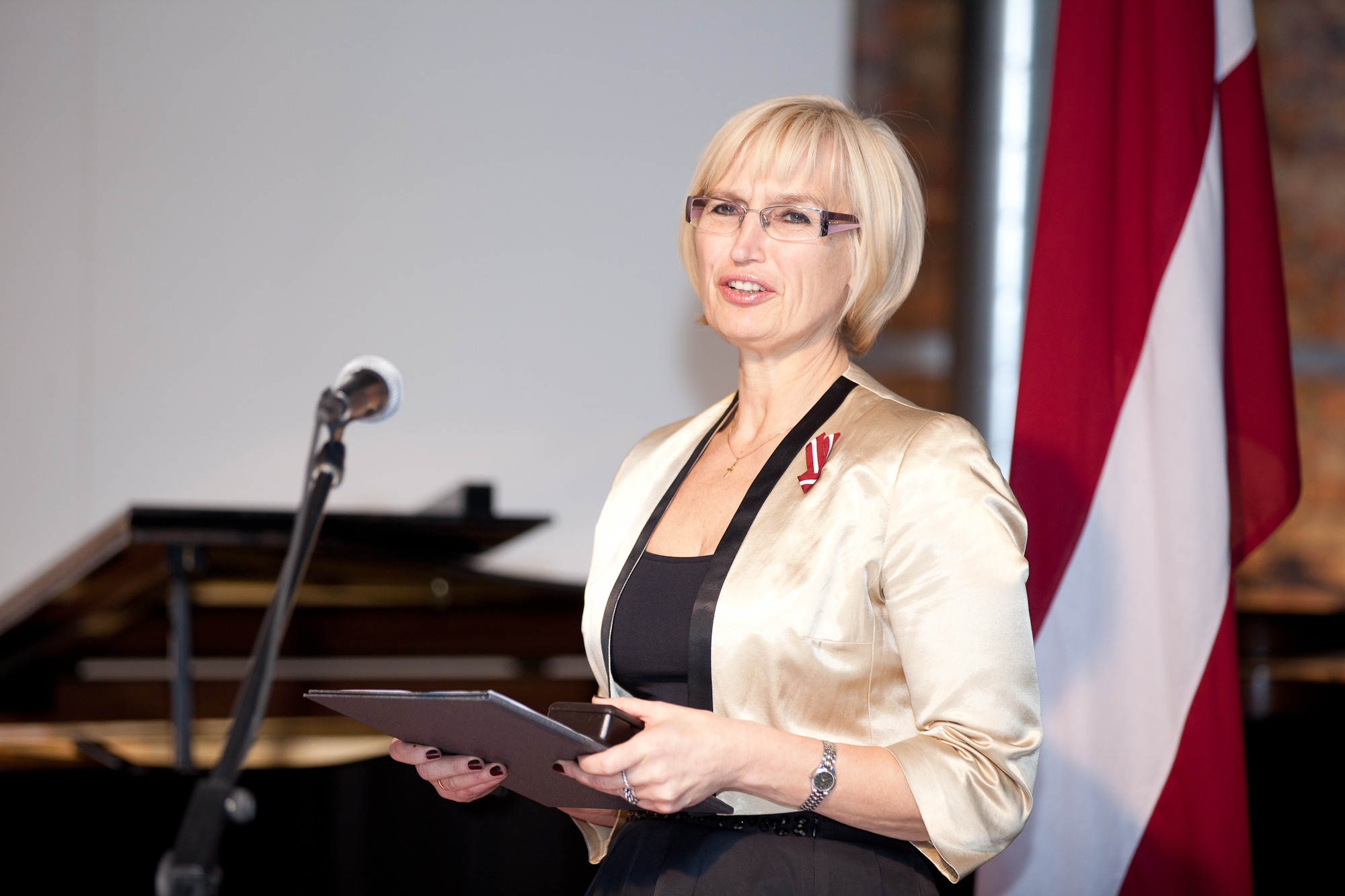
Ingrida Circene (2012)

Ingrīda Circene (* 6. Dezember 1956 in Riga) ist eine lettische Ärztin und Politikerin der Vienotība. Von 2003 bis 2004 und 2011 bis 2014 war sie Gesundheitsministerin ihres Heimatlandes. Zudem ist sie langjähriges Mitglied der Saeima, des lettischen Parlaments, dem sie aktuell wieder seit 15. Dezember 2022 angehört.

## Leben

### Medizin
Nach ihrem Schulabschluss entschied sich Circene für ein Medizinstudium und besuchte ab 1981 die heutige Stradiņš-Universität Riga. Mit Abschluss des Studiums wurde sie als Ärztin tätig. Zuletzt war sie Chefärztin in einem Krankenhaus in Aizpute, wo sie 2002 auch in die Lokalpolitik einstieg.

### Politik
Zur Parlamentswahl im Oktober 2002 trat Ingrida Circene erstmals als Kandidatin der neu gegründeten Partei Jaunais laiks an. Ihre Partei gelang es aus dem Stand heraus stärkste Partei zu werden und Circene zog als Abgeordnete ins lettische Parlament, die Saeima, ein. Im April 2003 wurde sie Gesundheitsministerin im Kabinett Repše. Nach der Ablösung der Regierung durch das Kabinett Emsis kehrte sie ein Jahr später wieder als Abgeordnete ins Parlament zurück.
Obwohl ihr Partei bei der Wahl 2006 starke Verluste hinzunehmen hatte, konnte Ingrida Circene ihr Abgeordnetenmandat verteidigen. Bei der Europawahl in Lettland 2009 kandidierte sie erfolglos für ein Mandat in Brüssel und wurde im selben Jahr von Ministerpräsident Valdis Dombrovskis als Beraterin berufen.
Zur Parlamentswahl 2010 trat Jaunais laiks im liberal-konservativen Wahlbündnis Vienotība an, das sich ein Jahr später unter gleichem Namen als Partei zusammenschloss. Auch diesmal gelang Circene der Wiedereinzug in die Saeima. Bei der vorgezogenen Parlamentswahlen 2011 scheiterte sie hingegen, übernahm aber im Kabinett Dombrovskis III ab Oktober 2011 wieder den Posten der Gesundheitsministerin. Diesen Posten behielt sie auch in der ersten Straujuma-Regierung. Im Juli 2014 reichte sie wegen mangelnder Unterstützung ihrer Reformagenda und aus gesundheitlichen Gründen ihren Rücktritt ein.
Bei den Parlamentswahlen 2014 und 2018 musste die Vienotība starke Verluste hinnehmen. Erst bei der Wahl 2022 konnte ihre Partei wieder Zugewinne verzeichnen. Circene sitzt seitdem als eine von 26 Abgeordneten des Wahlbündnis Jaunā Vienotība (das 2018 von der Vienotība und mehreren regionalen Kleinparteien gebildet worden war) in der Saeima.